# 香港中資銀行業協會
香港中資銀行業協會（Chinese Banking Association of Hong Kong）是一個成立於2016年5月23日的非牟利社團。協會會員主要來自中資銀行，亦吸納業界不同背景的會員。於2024年1月有46家會員，包括持牌銀行39家，有限制牌照銀行2家，接受存款公司2家，香港代表處2家，其他金融機構1家。目前由中銀香港副董事長、執行董事兼總裁孫煜擔任會長。
2017年2月，協會與中國建設銀行(亞洲)聯合主辦「香港中環金融論壇」，討論金融科技的發展及香港金融業的優勢。
2019年6月，香港中資銀行業協會聯同香港中國企業協會、香港中資證券業協會及香港中資基金業協會到香港警察總部舉起橫幅聲援警隊。2019年10月2日，協會發表聲明譴責針對中資銀行的示威活動。

## 會員名單
香港中資銀行業協會分為理事會員、會員和行業會員3種會藉：
| 理事會員                       | 理事會員                         | 理事會員                             |
| ------------------------------ | -------------------------------- | ------------------------------------ |
| 中國銀行(香港)有限公司         | 中國工商銀行(亞洲)有限公司       | 中國農業銀行股份有限公司香港分行     |
| 中國建設銀行(亞洲)股份有限公司 | 交通銀行(香港)有限公司           | 國家開發銀行香港分行                 |
| 中信銀行(國際)有限公司         | 中國光大銀行股份有限公司香港分行 | 中國民生銀行股份有限公司香港分行     |
| 招商銀行股份有限公司香港分行   | 興業銀行股份有限公司香港分行     | 上海浦東發展銀行股份有限公司香港分行 |
| 浙商銀行股份有限公司香港分行   |                                  |                                      |

| 會員                         | 會員                             | 會員                           |
| ---------------------------- | -------------------------------- | ------------------------------ |
| 南洋商業銀行有限公司         | 招商永隆銀行有限公司             | 創興銀行有限公司               |
| 集友銀行有限公司             | 中國工商銀行股份有限公司香港分行 | 中國銀行股份有限公司香港分行   |
| 中銀國際有限公司             | 中國建設銀行股份有限公司香港分行 | 交通銀行股份有限公司香港分行   |
| 上海銀行(香港)有限公司       | 交通財務有限公司                 | 創興財務有限公司               |
| 中國進出口銀行香港代表處     | 華夏銀行股份有限公司香港分行     | 廣發銀行股份有限公司香港分行   |
| 平安銀行股份有限公司香港分行 | 渤海銀行股份有限公司香港分行     | 北京銀行股份有限公司香港代表處 |
| 東莞銀行股份有限公司香港分行 | 銀聯(香港)有限公司               | 中信銀行股份有限公司香港分行   |

| 行業會員               | 行業會員               | 行業會員         |
| ---------------------- | ---------------------- | ---------------- |
| 東亞銀行有限公司       | 理慧銀行有限公司       | PAO Bank Limited |
| 匯立銀行有限公司       | 上海商業銀行有限公司   | 天星銀行有限公司 |
| 恒生銀行有限公司       | 星展銀行(香港)有限公司 | 大新銀行有限公司 |
| 華僑銀行(香港)有限公司 | 大華銀行(香港)         | 眾安銀行有限公司 |

## 外部連結
- 香港中資銀行業協會 （页面存档备份，存于）